# Кутынцев, Николай Михайлович
Николай Михайлович Кутынцев (1928—2007) — полковник Советской Армии, участник арабо-израильской войны, Герой Советского Союза (1970).

## Биография
Николай Кутынцев родился 18 декабря 1928 года в деревне Полянки (ныне — Ильинский район Ивановской области). В 1945 году он окончил десять классов школы, в 1949 году — два курса Ленинградской лесотехнической академии. В 1950 году Кутынцев был призван на службу в Советскую Армию. В 1953 году он окончил Пушкинское радиотехническое училище ПВО, в 1965 году — Военную командную академию ПВО (г. Калинин).
Участвовал в арабо-израильской войне, будучи командиром зенитного ракетного дивизиона С-125 18-й особой зенитной ракетной дивизии. 13 марта 1970 года дивизион Кутынцева одним из первых заступил на боевое дежурство. 3 августа 1970 года ракетчики дивизиона уничтожили 3 израильских самолёта и подбили один, при этом не имея потерь.
Указом Президиума Верховного Совета СССР от 26 августа 1970 года за «героизм и мужество, проявленные при выполнении воинского долга» подполковник Николай Кутынцев был удостоен высокого звания Героя Советского Союза с вручением ордена Ленина и медали «Золотая Звезда» за номером 10726.
В 1988 году в звании полковника Кутынцев был уволен в запас. Проживал в Харькове. Скончался 10 февраля 2007 года, похоронен на харьковском кладбище № 2.
Был также награждён орденом «За службу Родине в Вооружённых Силах СССР» 3-й степени и рядом медалей.

## Память
- В Харькове на памятнике воинам-интернационалистам, в честь Героя, установлена памятная доска.
- На доме, в котором жил Н.М.Кутынцев, установлена мемориальная доска.
- Его имя увековечено на Аллее Героев в поселке Ильинское-Хованское.